# 诺尔肯
诺尔肯是德国莱茵兰-普法尔茨州的一个市镇。总面积6.05平方公里，总人口1001人，其中男性510人，女性491人（2011年12月31日），人口密度165人/平方公里。